# Quận Harris, Texas
Quận Harris (tiếng Anh: Harris County) là một quận trong tiểu bang Texas, Hoa Kỳ. Quận lỵ đóng ở thành phố Houston. Theo kết quả điều tra dân số năm  2000 của Cục điều tra dân số Hoa Kỳ, quận có dân số 3.984.349 người, là quận đông dân nhất bang Texas.

## Địa lý
Theo Cục điều tra dân số Hoa Kỳ, quận có tổng diện tích là 1.778 dặm vuông (4.604 km ²), trong đó, 1.729 dặm vuông (4.478 km ²) là đất và 49 dặm vuông (127 km ²) của nó (2,75%) là diện tích mặt nước. diện tích đất của quận là lớn hơn bang Rhode Island.

### Các quận giáp ranh
- Quận Montgomery  (phía bắc)
- Quận Liberty  (đông bắc)
- Quận Chambers  (đông)
- Quận Galveston  (đông nam)
- Quận Brazoria  (phía nam)
- Quận Fort Bend  (tây nam)
- Quận Waller  (tây bắc)

## Thông tin nhân khẩu
Theo điều tra dân 2 năm 2000, quận đã có dân số 3.400.578 người, 1.205.516 hộ, và 834.217 gia đình sống trong quận hạt, làm cho nó các quận theo dân số lớn nhất tại Texas. Mật độ dân số là 1.967 người trên mỗi dặm vuông (759/km ²). Có 1.298.130 đơn vị nhà ở với mật độ trung bình là 751 dặm vuông (290/km ²). Cơ cấu dân số sinh sống tại quận gồm 58,73% người da trắng, 18,49% da đen hay Mỹ gốc Phi, 0,45% người Mỹ bản xứ, 5,14% người châu Á, 0,06% người đảo Thái Bình Dương, 14,18% từ các chủng tộc khác, và 2,96% từ hai hoặc nhiều chủng tộc. 32,93% dân số là người Hispanic hay Latino thuộc chủng tộc nào. 7,2% là của Đức, 6,2% của Mỹ và 5,3% gốc tiếng Anh theo điều tra dân số năm 2000. 63,8% nói tiếng Anh, 28,8% người Tây Ban Nha và 1,6% Việt như ngôn ngữ đầu tiên của họ.
Trong năm 2006 quận Harris đã có 3.886.207 cư dân, tăng 14,3% từ năm 2000.
Năm 2005, các cư dân gốc Tây Ban Nha đã chiếm đến 37,5% dân số của quận Harris, tăng hơn 120.000 từ năm 2000. 5,5% dân số là châu Á. Nam Á, đặc biệt là người Mỹ gốc Ấn Độ, tạo nên một trong những phát triển nhanh nhất nhóm nhập cư ở Harris County, với 35.971 tính trong điều tra dân số năm 2000; người Mỹ gốc Phi chiếm 18,4% dân số của quận, đại diện cho một sự suy giảm nhẹ trong tỷ lệ phần trăm. Tuy nhiên, tổng số người Mỹ gốc Phi trong quận đã tăng lên.
Năm 2000 đã có 1.205.516 hộ, trong đó 37,7% có trẻ em dưới 18 tuổi sống chung với họ, 50,6% là đôi vợ chồng sống với nhau, 13,7% có chủ hộ là nữ không có mặt chồng, và 30,8% đã không có gia đình. 25,1% các hộ gia đình đã được tạo thành từ các cá nhân và 5,3% có người sống một mình 65 tuổi trở lên đã được người. Bình quân mỗi hộ là 2,79 và cỡ gia đình trung bình là 3,38.
Trong quận, độ tuổi dân cư quận với 29,00% ở độ tuổi dưới 18, 10,3% 18-24, 33,4% 25-44, 19,8% 45-64, và 7,4% người 65 tuổi trở lên. Tuổi trung bình là 31 năm. Cứ mỗi 100 nữ có 99,2 nam giới. Cứ mỗi 100 nữ 18 tuổi trở lên, có 97,0 nam giới.
Thu nhập trung bình cho một hộ gia đình trong quận đã được $ 42.598, và thu nhập trung bình cho một gia đình là $ 49.004. Nam giới có thu nhập trung bình $ 37.361 so với 28.941 $ cho phái nữ. Thu nhập trên đầu cho các quận được $ 21.435. Giới 12,10% gia đình và 14,97% dân số sống dưới mức nghèo khổ, bao gồm 19,6% những người dưới 18 tuổi và 12,20% có độ tuổi từ 65 trở lên.
Theo Children At Risk, một tổ chức nghiên cứu phi lợi nhuận địa phương, có 20,8% trẻ em quận Harris sống nghèo khổ, 6,5 trên 1.000 chết trước 1 tuổi, và 38% bỏ học.